# ニーダードルフェルデン
ニーダードルフェルデン (ドイツ語: Niederdorfelden) は、ドイツ連邦共和国ヘッセン州マイン＝キンツィヒ郡の町村（以下、本項では便宜上「町」と記述する）である。

## 地理
ニーダードルフェルデンは、バート・フィルベルの北東 4 km、フランクフルト・アム・マインの中心街から北東に 20 km の海抜 111 m に位置している。

### 隣接する市町村
ニーダードルフェルデンは、北はカルベン（ヴェッテラウ郡）、東はシェーネック、南はマインタール（ともにマイン＝キンツィヒ郡）、南西は郡独立市のフランクフルト・アム・マイン、西はバート・フィルベル（ヴェッテラウ郡）と境を接している。

### 自治体の構成
ニーダードルフェルデンは、ニーダードルフェルデン地区単独の町である。

## 歴史

### 先史時代
ニーダードルフェルデンの町域には、先史時代から定住地となっていた。その居住地は、現在のグローセ・ローエおよびクライネ・ローエ方面の高台の上に位置した。フリートベルクからハーナウ＝ケッセルシュタット近郊のザリスベルク城へのローマ時代の街道は、ニーダードルフェルデン付近でニッダー川を渡った。

### 中世
ニーダードルフェルデンに関する現存する最も古い文献記録は、ロルシュ修道院の写本であるロルシュ・コデックスであり、784年の記述がある。792年の別の文書は、ニーダードルフェルデンをニッダガウに分類している。

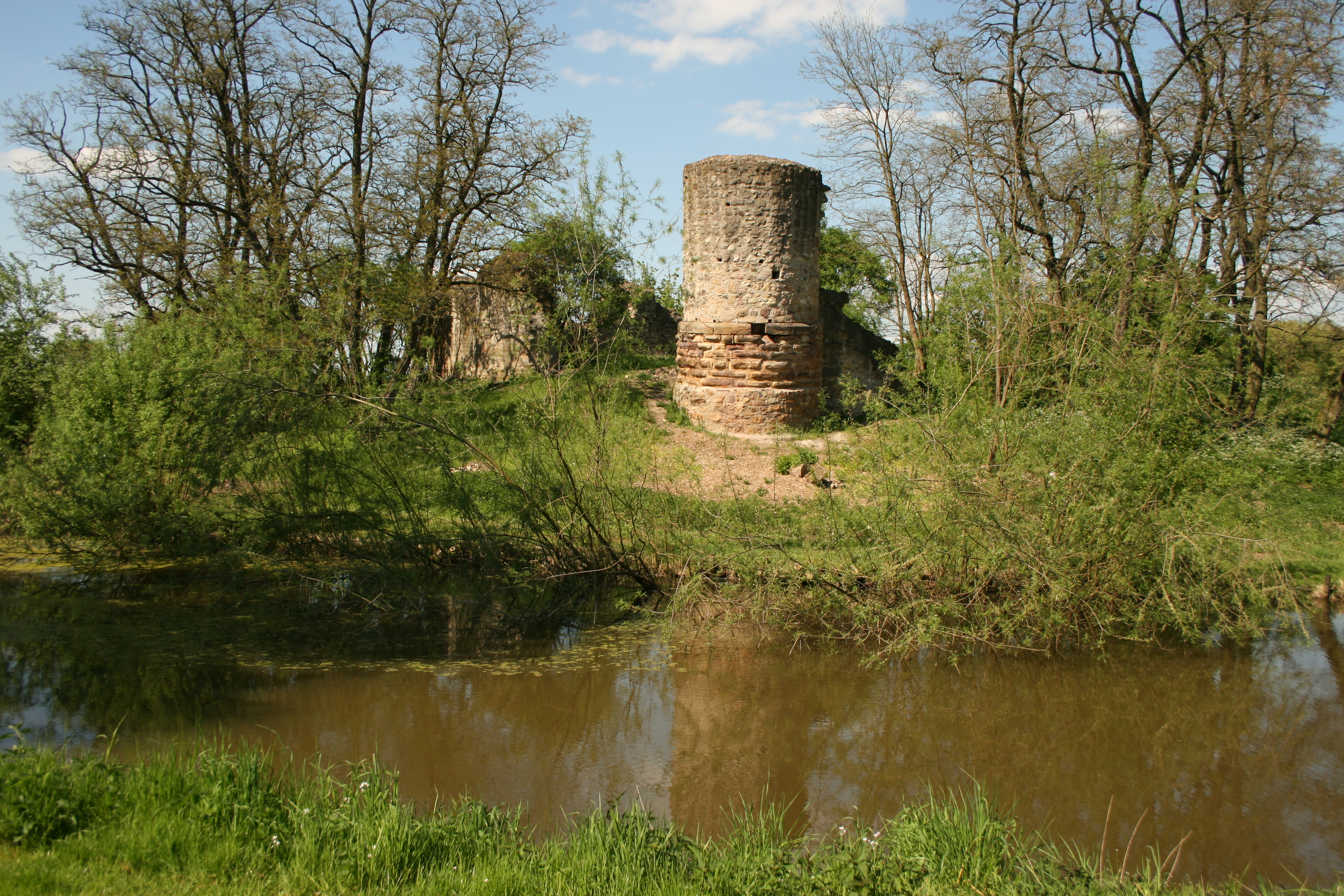
ドルフェルデン城

12世紀からドルフェルデン家という貴族が登場する。ドルフェルデン城は、この家の所有した水城で、現在もわずかながら壁や塔の跡を見ることができる。この城は、13世紀にニッダー川と水車用水路とにはさまれた長く伸びたニッダー川の草地に建てられた。城を完全に取り囲んでいた水堀は、ほぼ完全に遺されている。
隣接したブーヒェン家が断絶した後、ドルフェルデン家はハーナウのキンツィヒ川沿いの所領を相続し、これ以後、政治的重点をそちらに移した。13世紀にこの貴族家はその家名をドルフェルデン家から新たにハーナウ家と変更した。
1234年にラインハルト1世フォン・ハーナウとハインリヒ2世フォン・ドルフェルデン（前者の叔父）は、彼らの父あるいは兄の遺領を分割することで合意した。ラインハルト1世はハーナウ城とその所領を、ハインリヒ2世はドルフェルデン城とそれに所属する領地を得た。その後、ドルフェルデン家の所領は何度も変更された。ハーゲン＝ミュンツェンベルク家と後にはファルケンシュタイン家がドルフェルデンの一部を領した。1266年に初めて城に付属する水車が記録された。この記録は、皇帝の侍従フィリップ・フォン・ファルケンシュタインが城と水車の半分をフルダ修道院にレーエンとして与えたというものである。これは、マイン＝キンツィヒ郡内の水車に関する最も古い記述である。この水車はニッダー川から分岐させた水路に建っている。1950年にこの穀物用水車は停止された。1288年頃、ウルリヒ1世フォン・ハーナウは離れた所領の一部をドルフェルデン家に返還した。
1300年頃にハーナウ家（後のハーナウ伯）に仕える家人に「ドルフェルデン家」が再び記録されているが、両者に血縁関係はない。
1333年、城はザクセン＝ヴュッテンベルク公（後のザクセン選帝侯）ルドルフ1世にレーエンとして委託され、すぐにウルリヒ2世フォン・ハーナウにレーエンとして与えられた。
1368年にウルリヒ3世フォン・ハーナウは皇帝カール4世からドルフェルデンの都市権特許状を与えられ、この町におけるハーナウ家の自由と権利が授けられた。しかし、これはこの町の発展に対してどうやら事実上何の影響も及ぼさなかった。中世後期、ニーダードルフェルデンは、ハーナウ家の、1429年以後はハーナウ伯の、そして1458年のハーナウ伯領分割後はハーナウ＝ミュンツェンベルク伯の治めるアムト・ヴィンデッケンに属した。

### 教会の歴史
1374年に、聖ゲオルクを守護聖人とする礼拝堂についての記述が遺されている。1266年にファルケンシュタイン家が守護権の半分を有し、1497年からドルフェルデン家がこれを引き継いだ。

### 地名の変遷
- Dorfelden、784年 - 803年
- Torvelden、850年頃
- Dorovelden、1130年頃
- Torvelde、1166年
- Dorenfelt、1234年
- Dorfelden、1266年
- Doroveldin inferior、1344年
- Großendorfelden

### 近世
ハーナウ＝ミュンツェンベルク伯領では、16世紀に徐々に宗教改革が進行した。初めはルター派の教義に拠った。しかし、伯フィリップ＝ルートヴィヒ2世が1597年にカルヴァン主義に転じたことから、「第二次宗教改革」がなされた。彼は、領主がその統治地域の信仰を選択する権利「Jus reformandi」を行使し、その信仰を臣下に強制した。
最後のハーナウ伯ヨハン・ラインハルト3世の死後、1736年にニーダードルフェルデンはハーナウ＝ミュンツェンベルク伯領全域とともにヘッセン＝カッセル方伯領（1803年からはヘッセン選帝侯領）となった。

### 近現代
ナポレオン時代には、1806年からフランスの軍政下に置かれ、1807年から1810年まではハーナウ侯領、1810年から1813年まではフランクフルト大公国ハーナウ県に属した。その後はヘッセン選帝侯領に戻された。1821年、ヘッセン選帝侯国を4つの州、22の郡に分割する行政改革によって、ニーダードルフェルデンは新たに創設されたハーナウ郡に属した。1866年の普墺戦争後、選帝侯領は（したがってニーダードルフェルデンも）プロイセン王国に併合された。これ以後、第二次世界大戦終結までこの町はカッセル県に属した。第二次世界大戦後ニーダードルフェルデンはヘッセン州に属した。ヘッセン州の成立により、ニーダードルフェルデンを含むハーナウ郡とゲルンハウゼン郡、シュリュヒテルン郡からヴィースバーデン行政管区が創設された。ヴィースバーデン行政管区が廃止された後、この町は現在（2012年）ダルムシュタット行政管区に属している。
第二次世界大戦後、この町の生活は、急速に増加する人口に合わせて変化した。1957年に下水道の建設が始まり、1959年に完成した。当時存在していた道路はすべて、拡張または抜本的な改修が必要であった。新興住宅地は、ビショフスハイム通りとハーナウ通りの間のオーバードルフェルト通り沿いに最初に設けられた。その後、ジートラー通り、ブリューダー＝グリム通り、アン・デア・ゲンスヴァイデ、フェルトベルク通りやタウヌス通りに徐々に整備されていった。これによりニッダータール鉄道までの空き地はすべて開発された。産業区域が指定され、運動場が建設された。町からの排水のための汚水処理場が建設された。2004年に、ニッダータール鉄道の南側に広さ約 14 ha の新興住宅地「アウフ・デム・ハインシュピール」の造成が始まった。
1964年に10クラスの学校が完成し、1966年に消防署と霊安所、1971年に町役場兼公民館、1972年に幼稚園が建設された。

### 人口推移
- 1587年: 30人の歩兵、18人の槍持ち
- 1616年: 53人の戸長
- 1632年: 31家族[3]
- 1707年: 41家族
- 1754年: 69家族 = 360人
- 1834年: 607人[4]
- 1875年: 722人
- 1905年: 850人
- 1939年: 842人
- 1946年: 1,145人
- 1967年: 2,014人
- 1970年: 2,455人

第二次世界大戦中はハーナウ市からの疎開によって、1945年からは難民や被追放民によって人口が大きく増加した。

## 行政

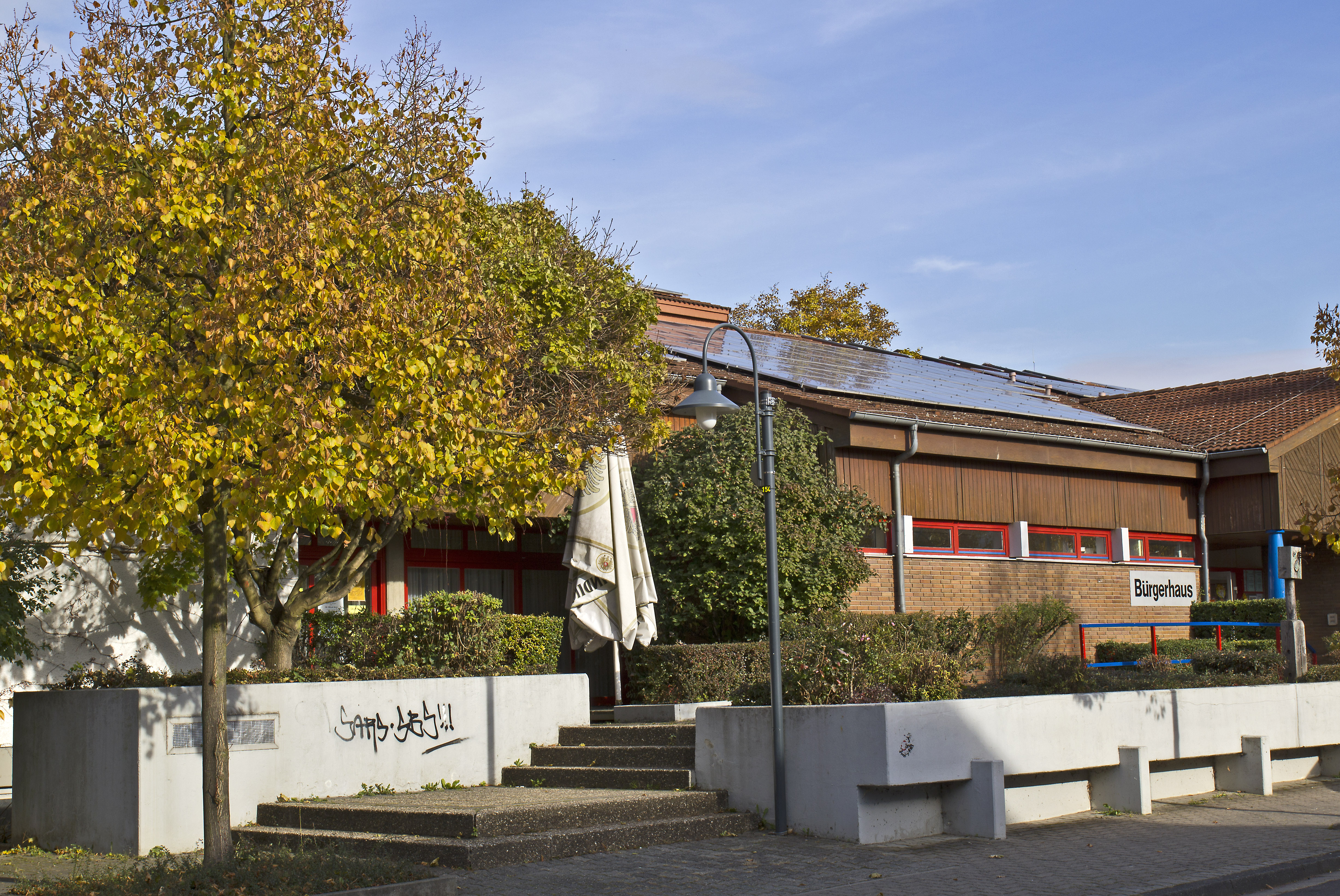
ニーダードルフェルデンの公民館

### 議会
ニーダードルフェルデンの町議会は、15議席からなる

### 首長
2011年11月20日の町長選挙では、SPDの候補者 クラウス・ビュトナーが1回目の投票で 53.5 % の票を獲得し、新しい町長に就任した。

### 姉妹自治体
- サン＝スヴェ（フランス、カルヴァドス県）

## 引用
1. ↑  Hessisches Statistisches Landesamt: Bevölkerung in Hessen am 31.12.2023 (Landkreise, kreisfreie Städte und Gemeinden, Einwohnerzahlen auf Grundlage des Zensus 2011)]
2. ↑  Förderverein Ölmühle Niederdorfelden e.V.（2012年12月2日 閲覧）
3. ↑  ハーナウ伯領では、1632年、1707年、1754年に人口調査が行われた。Erhard Bus: Die Folgen des großen Krieges – der Westen der Grafschaft Hanau-Münzenberg nach dem Westfälischen Frieden. In: Hanauer Geschichtsverein: Der Dreißigjährige Krieg in Hanau und Umgebung = Hanauer Geschichtsblätter 45 (2011), OCLC 729350388, pp. 277–320 (289 - .)
4. ↑  Hessisches Statistisches Landesamt (Hrsg.): Historisches Gemeindeverzeichnis für Hessen 1 = Die Bevölkerung der Gemeinden 1834-1967. Wiesbaden 1968.
5. ↑  2011年3月27日の町議会議員選挙結果、ヘッセン州統計局（2012年12月2日 閲覧）